# Dajin Shan
Dajin Shan är en ö i Kina. Den ligger i storstadsområdet Shanghai, i den östra delen av landet, omkring 60 kilometer söder om den centrala stadskärnan. Arean är 0,37 kvadratkilometer. Den sträcker sig 0,6 kilometer i nord-sydlig riktning, och 1,2 kilometer i öst-västlig riktning.